# Тизнаос
Тизнаос (исп. los tiznaos) — собирательное название для кустарных, несерийных и малосерийных бронированных и вооружённых транспортных средств (грузовиков, тракторов, автобусов и легковых автомобилей), в большом количестве применявшихся во время гражданской войны в Испании. В настоящее время аналогичные машины использовались в начальный период в конфликте на юго-востоке Украины добробатами ВСУ и вооружёнными формированиями ДНР и ЛНР также широко применяются в военном конфликте на территории Сирии, в том числе террористами-смертниками ИГИЛ. В случае последних бронирование используется, чтобы смертник даже под огнём мог беспрепятственно достичь цели и осуществить самоподрыв. К похожим машинам следует отнести также бронированный грузовик Guinness, использовавшийся в Ирландии во время Пасхального восстания.
Данный феномен военной техники является малоизученным из-за практического отсутствия какой-либо технической документации, основным источником сведений являются сохранившиеся фотографические материалы.

## Этимология названия
Считается, что название «тизнаос» происходит от обиходного названия средне-серого, или «грязного» цвета, в который по инструкции 1929 года окрашивались бронеавтомобили, состоявшие на вооружении испанской армии.

## История появления
Во время Гражданской войны в Испании в боевых действиях на стороне республиканцев участвовало множество вооружённых формирований, имеющих в большой степени самостоятельность из-за определённой партийной принадлежности, или же из-за территориального расположения (в том числе ополчения). Испытывая недостаток в оснащении бронетехникой, подобные формирования, а также обособленные группировки республиканских правительственных войск решали данную проблему путём переоборудования (зачастую в кустарных условиях) имеющихся в наличии гражданских транспортных средств.
Тизнаос, выпускавшиеся в заводских условиях (Барселона, Бильбао), иногда являлись серийными изделиями (доходя до 8 экземпляров в серии). Авторитетные источники причисляют бронеавтомобили «Бильбао» [SECN Bilbao], также иногда называемые тизнаос из-за цвета окраски, к наиболее массовым серийным бронеавтомобилям, сделанным в Испании до гражданской войны и принятыми на вооружение Гражданской гвардии [аналог внутренних войск] с 1932 года). Основная же масса кустарной бронетехники изготовлялась индивидуально, хотя зачастую и сохраняли черты похожести между собой.
Будучи по сути обычными грузовиками, тракторами и автобусами, отягощёнными дополнительно бронированием и вооружением, тизнаос имели, как правило, невысокие технические и боевые характеристики, и служили скорее для моральной, чем боевой поддержки войск. Наносимые на них в большом количестве политические лозунги, партийные символы и аббревиатуры (например: UHP, UGT, CNT, FAI, PSOE) подчёркивали пропагандистскую роль тизнаос.
Силы националистов изготовляли и использовали тизнаос в значительно меньшей мере, известны бронеавтомобили Памплона (Pamplona) и Эбро (Ebro), строившиеся небольшими сериями до девяти штук.

## Технические характеристики
Разброс в тактико-технических характеристиках многочисленных тизнаос затрудняет их классификацию. Например, скорость бронированных тракторов являлась минимальной (в 1-5 км/ч), а переделанные из легковых машин бронеавтомобили достигали до 30 км/ч.
Способы бронирования тизнаос имеют также большой диапазон: от высокотехнологических гнутых профилей (броневики на основе автомобиля «Испано-Сьюза» Т-69 партии CNT, броневики иберийской FAI [Federación Anarquista Ibérica]) до использования в качестве защиты обычных матрасов. Ввиду отсутствия специальных броневых сплавов, в роли брони, как правило, выступали обычная сталь, котельное железо и т. д.
Вооружение тизнаос составляли пулемёт и/или пушка в башне, и/или пулемёт/ы в амбразурах, или же ручное стрелковое оружие перевозимых пехотинцев (ручные пулемёты, винтовки, пистолеты-пулемёты).

## Галерея
- Тизнаос, на борту «HERMANOS NO TIRAR» («Братья не стреляют»)
- Тизнаос, защищённый матрасами
- Тизнаос Naval-Somua 1 партии UHP (Uníos Hermanos Proletarios)
- Другой тизнаос Naval-Somua партии UHP (Uníos Hermanos Proletarios)
- Тизнаос на основе трактора
- Тизнаос на боевых позициях
- Тизнаос «Viva Rusia»
- Колонна разных тизнаос (вероятно из колонны Дурутти)
- Тизнаос анархистов FAI (Federación Anarquista Ibérica)
- Тизнаос «Barbastro»
- Разбитый тизнаос «Echevarría»
- Тизнаос «Fantasma»
- Серия тизнаос на заводе в Бильбао
- Тизнаос «Linares»